# Monowice
Monowice ist ein östlicher Stadtteil von Oświęcim in der Woiwodschaft Kleinpolen in Polen.
Monowice war während des Zweiten Weltkrieges Standort des Konzentrationslager Auschwitz III Monowitz.

## Geschichte
Der Ort wurde erstmals urkundlich im Jahre 1416 erwähnt, als Kasimir I. von Teschen-Auschwitz dem Jakub Drozd von Przeciszów einen Teil des örtlichen Dickichts zu roden erlaubte. Der patronymische Name, früher auch Manowice, ist vom Personennamen *Mon (vergleiche Et frat(er) eius Monic im Jahr 1173) mit dem typischen westslawischen Suffix -(ow)ice abgeleitet.
Nach Jan Długosz war es in den Jahren 1470 bis 1480 Monyowicze, villa sub parochia de Oszwanczim. Zu dieser Zeit gab es Teiche in Monowice, bei denen der Weiler Stawy (Teiche) sich entwickelte, ab 1973 ein unabhängiges Dorf.
Politisch gehörte das Dorf ursprünglich zum Herzogtum Auschwitz unter Lehnsherrschaft des Königreichs Böhmen. Im Jahre 1457 wurde das Herzogtum mit dem Dorf Monowicze vom polnischen König käuflich erworben. Ab dem Jahr 1564 gehörte das Dorf zum Kreis Schlesien der Woiwodschaft Krakau.
Bei der Ersten Teilung Polens kam Monowice 1772 zum neuen Königreich Galizien und Lodomerien des habsburgischen Kaiserreichs (ab 1804). Nach der Aufhebung der Patrimonialherrschaften bildete es eine Gemeinde im Bezirk Biała, später Bezirk Oświęcim.
Im Jahre 1900 hatte die Gemeinde eine Fläche von 641 Hektar (plus 441 im Gutsgebiet), 225 Häuser mit 1070 Einwohnern, die alle polnischsprachig waren, außer 1060 Römisch-Katholiken gab es 10 Juden.

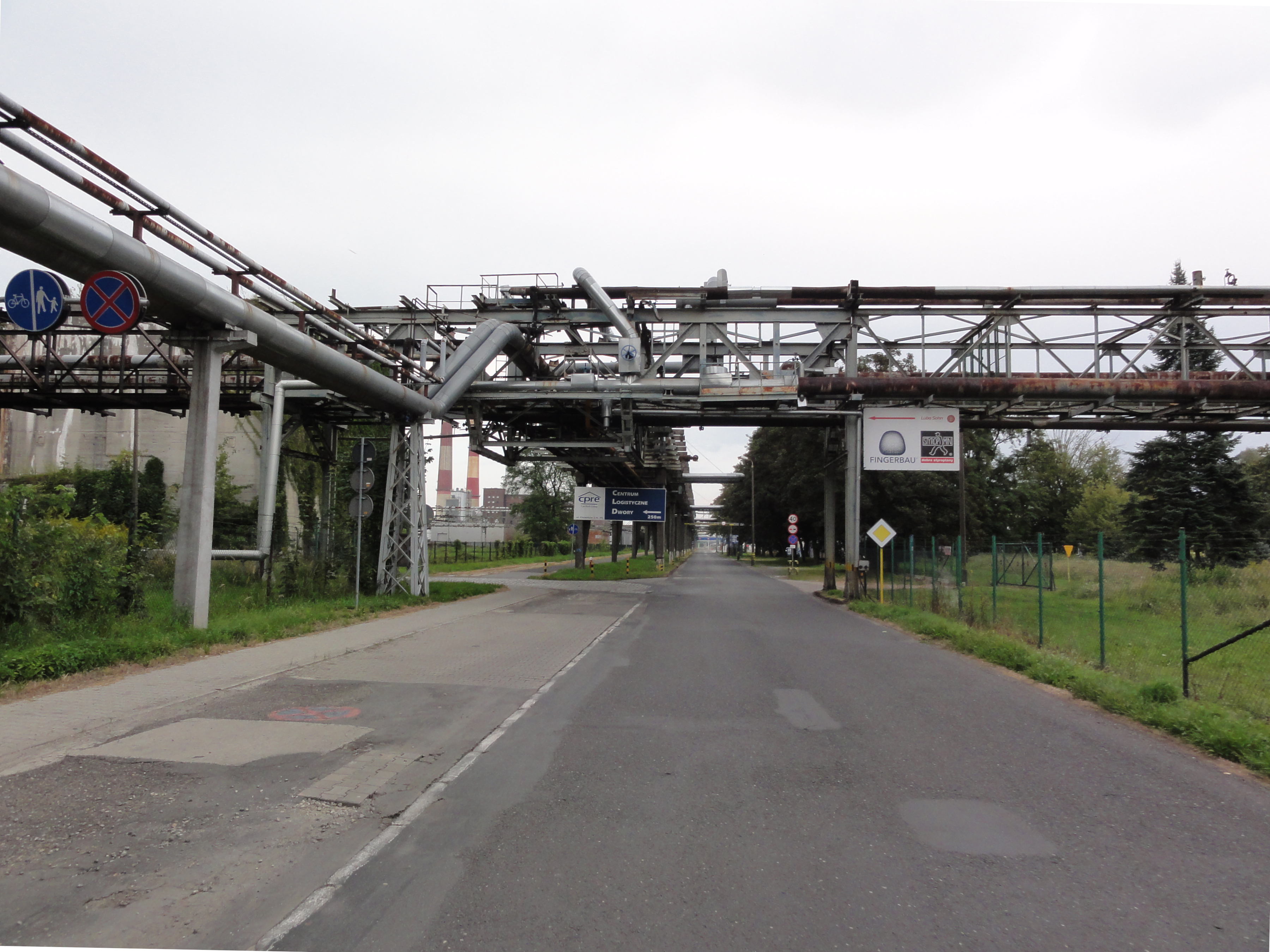
Chemiefabrik in Oświęcim

1918, nach dem Ende des Ersten Weltkriegs und dem Zusammenbruch der k.u.k. Monarchie, kam Monowice zu Polen. Unterbrochen wurde dies nur durch die Besetzung Polens durch die Wehrmacht im Zweiten Weltkrieg. Ab 1941 wurde das Buna-Werk der IG Farben gegründet und daneben das KZ Auschwitz III Monowitz. Nach dem Krieg wurde die Fabrik einige Male umbenannt, jedoch bis 1951 hatte der Ort Dwory im Namen.
Monowice wurde zusammen mit dem Ort Dwory-Kruki im Jahr 1954 in das Stadtgebiet von Oświęcim eingemeindet.